# Hærværk (band)
 For alternative betydninger, se Hærværk (flertydig). (Se også artikler, som begynder med Hærværk)
Hærværk er navnet på en dansk punkgruppe, der stammer fra Fredericia. Bandet blev startet i 2000, dengang under navnet "eat shit pussy"

## Udgivelser
- Dyster definition Optaget i Ungdommens Hus (Fredericia) februar 2006. Produceret af Ole Nørup
- Besat af blod – Vinyl Album Optaget i Ungdommens Hus (Fredericia) sommeren 2004. Produceret af Ole Nørup
- Stadig i live' – demo Live fra Frock Festival 2003. Masteret af Rune Voss
- 4½ af de bedste – demo